# Opades costipennis
Opades costipennis là một loài bọ cánh cứng trong họ Cerambycidae.